# Комета Шезо
Комета Шезо (C/1743 X1) — ефектна і яскрава комета, котра спостерігалася в 1743—1744 роках. Також відома як Велика комета 1744 року та Комета Клінкенберга — Шезо.

## Відкриття
Комету відкрив Ян де Мунк 29 листопада в Мідделбурзі, і незалежно 9 грудня Дірк Клінкенберг у Гарлемі та 13 грудня Жан Філіп де Шезо в Лозанні.
Орбіту комети обчислив Жан-Філіп де Шезо. 

## Видимість
Комету було видно неозброєним оком протягом кількох місяців у 1744 році. Стандартна зоряна величина — +0,5, що ставить її на шосте місце за цим показником. Видима зоряна величина досягла -7 наприкінці лютого 1744 року[джерело?], коли комету було видно навіть удень. Жан-Філіп де Шезо описав її складний хвіст, який почав проявлятися після проходження перигелію і сягнув довжини до 90°.

## Вплив
Серед тих, хто бачив комету був тринадцятирічний Шарль Мессьє, на якого вона справила глибокий і надихаючий вплив. Він пішов далі, щоб стати значущою фігурою в астрономії, й пізніше виявив багато комет під час своїх спостережень.